# Mamo Clark

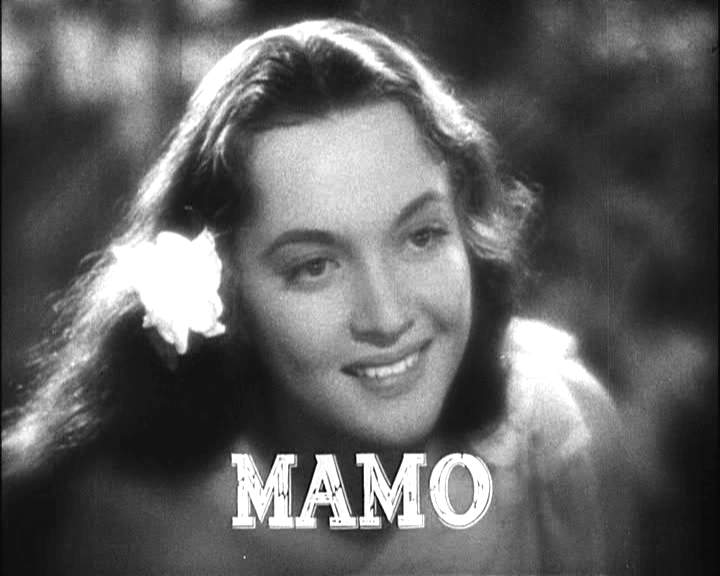
Mamo Clark im Trailer zu Meuterei auf der Bounty

Mamo Clark (* 6. Dezember 1914 in Honolulu, Hawaii; † 18. Dezember 1986 in Panorama City, Los Angeles, Kalifornien) war eine US-amerikanische Filmschauspielerin.
Mamo Clark hatte ihr Filmdebüt in Meuterei auf der Bounty (1935). Sie spielte darin Maimiti, die Partnerin von Clark Gable. In den folgenden Filmen ihrer Karriere spielte sie meist die exotische Schöne. Häufig wurde sie nur mit ihrem Vornamen im Vorspann der Filme genannt.
Sie starb 1986 in Panorama City an Krebs.

## Filmografie (Auswahl)
- 1935: Meuterei auf der Bounty (Mutiny on the Bounty)
- 1936: Robinson Crusoe of Clipper Island
- 1937: … dann kam der Orkan (The Hurricane)
- 1937: Wallaby Jim of the Islands
- 1938: Hawaii Calls
- 1938: Air Devils
- 1938: Der Weiße Tiger (Booloo)
- 1939: Mutiny on the Blackhawk
- 1940: Tumak, der Herr des Urwalds (One Million B.C.)
- 1940: Girl from God’s Country
- 1940: Das Haus der sieben Sünden (Seven Sinners)